# Menhir von Tojal
Der Menhir von Tojal, den Manuel Calado im Jahr 2000 bei archäologischen Prospektionen liegend gefunden und ausgegraben bzw. aufgestellt hat, steht westlich von Santiago do Escoural, südlich der Straße nach São Cristóvão und südlich von Montemor-o-Novo, im Distrikt Évora, im Alentejo in Portugal.
Die tonnenartigen Menhire (portugiesisch Pedras talhas) sind typisch für die Region. Er ist etwa 2,35 m lang und hat einen maximalen Durchmesser von etwa 1,0 m. Da auch die Mulde seines Standplatzes entdeckt wurde, ist er in der ursprünglichen Position aufgestellt worden. Der Menhir hat auf der einen Seite eine Reihe von Schälchen, eine für Menhire durchaus übliche Dekoration.